# Campanula bononiensis
La campanula bolognese (nome scientifico Campanula bononiensis L., 1753) è una pianta erbacea dai fiori blu a forma di campanella appartenente alla famiglia delle Campanulaceae.

## Etimologia
Il nome generico (campanula) deriva dalla forma a campana del fiore; in particolare il vocabolo deriva dal latino e significa: piccola campana.

Dalle documentazioni risulta che il primo ad usare il nome botanico di “Campanula” sia stato il naturalista belga Rembert Dodoens, vissuto fra il 1517 e il 1585. Tale nome comunque era in uso già da tempo, anche se modificato, in molte lingue europee. Infatti nel francese arcaico queste piante venivano chiamate “Campanelles” (oggi si dicono “Campanules” o “Clochettes”), mentre in tedesco vengono dette “Glockenblumen” e in inglese “Bell-flower” o “Blue-bell”. In italiano vengono chiamare “Campanelle”. Tutte forme queste che derivano ovviamente dalla lingua latina. L'epiteto specifico (bononiensis) è stato dato in onore della città di Bologna.

Il binomio scientifico della pianta di questa voce è stato proposto da Carl von Linné (1707 – 1778) biologo e scrittore svedese, considerato il padre della moderna classificazione scientifica degli organismi viventi, nella pubblicazione Species Plantarum - 1: 165. 1753 del 1753.

## Descrizione

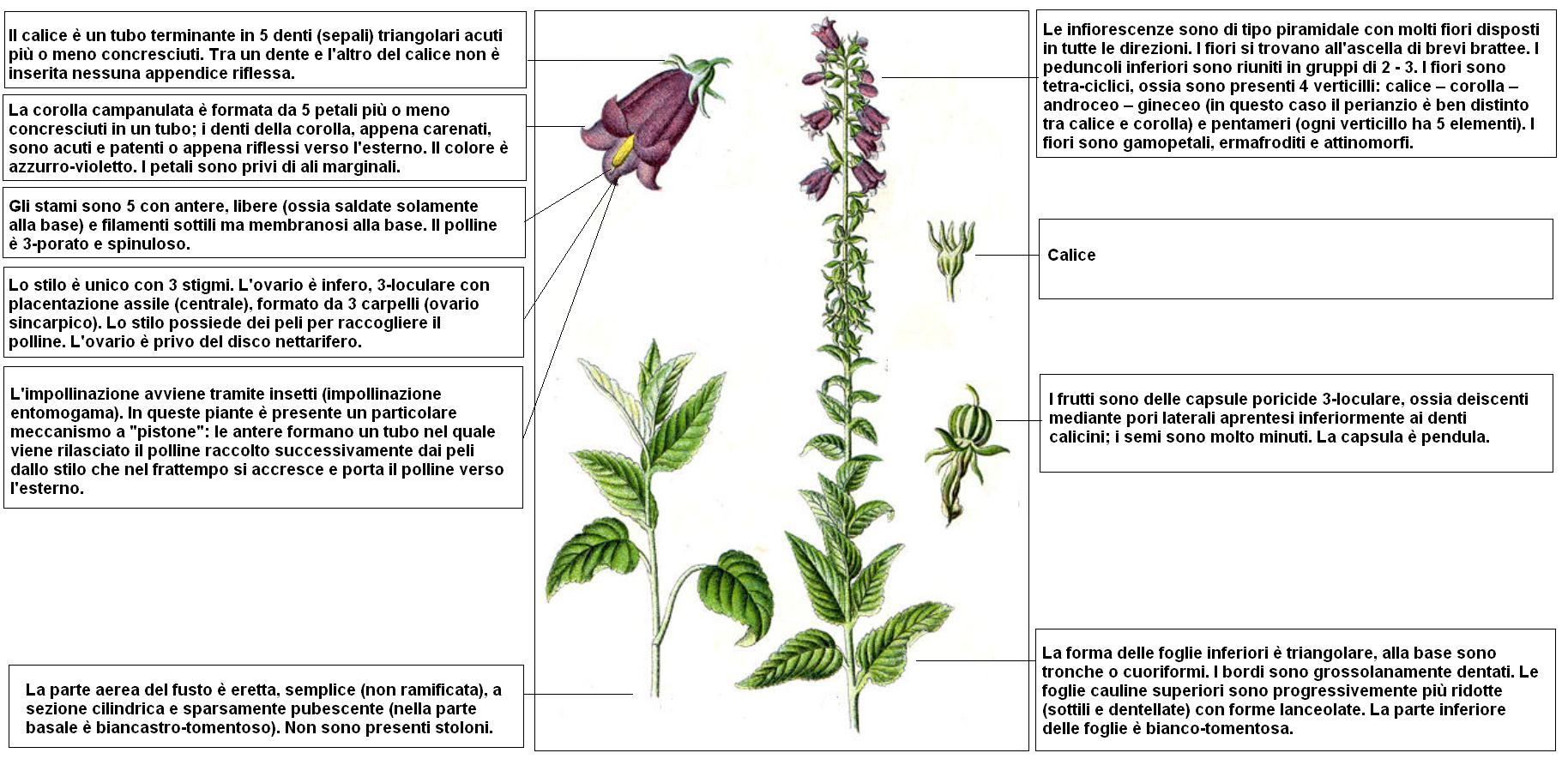
Descrizione delle parti della pianta

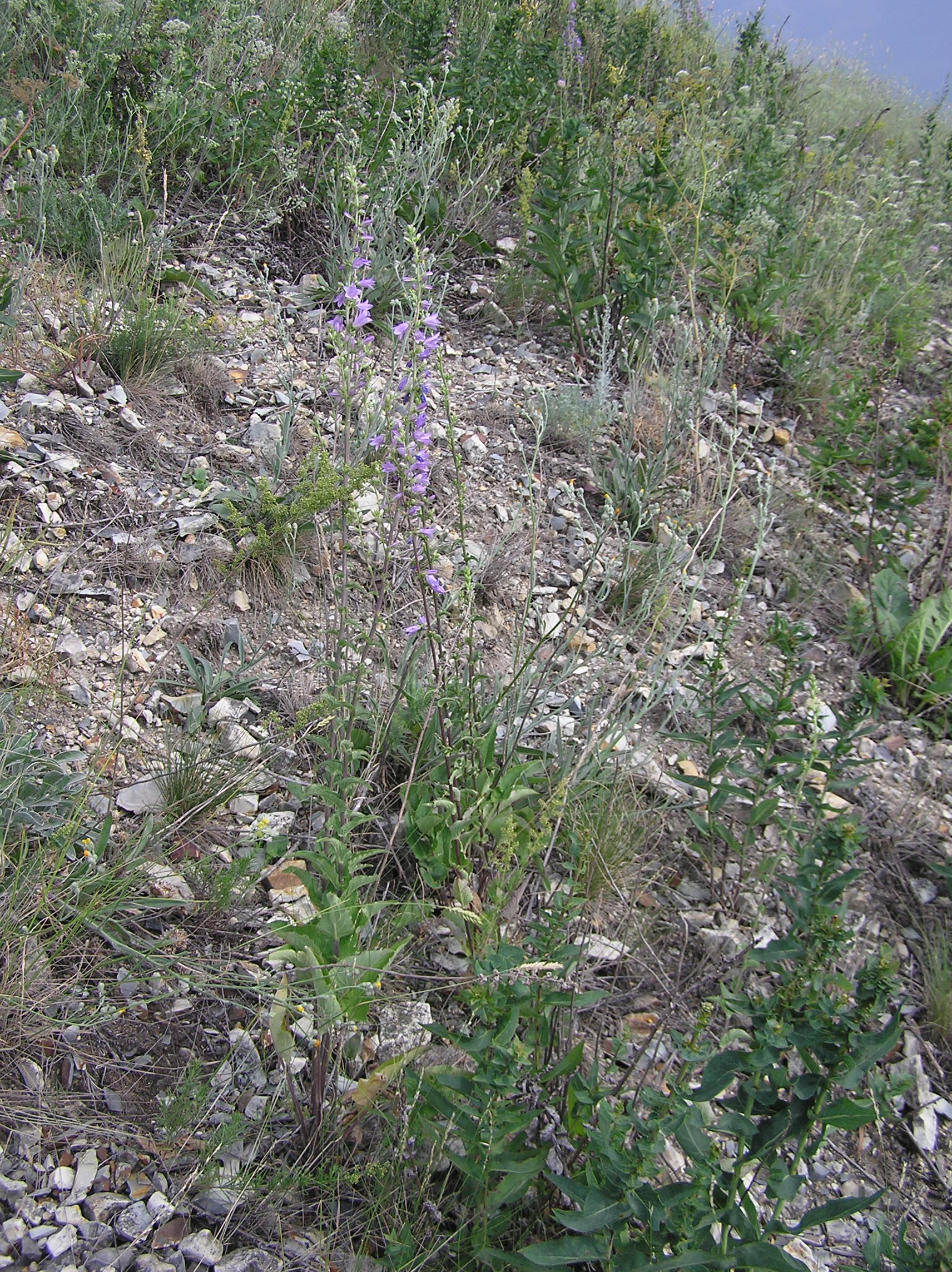
Il portamento e l'habitat

Queste piante possono arrivare fino a 4 - 7 dm di altezza (massimo 10 dm). La forma biologica è emicriptofita scaposa (H scap), ossia in generale sono piante erbacee, a ciclo biologico perenne, con gemme svernanti al livello del suolo e protette dalla lettiera o dalla neve e sono dotate di un asse fiorale eretto e spesso privo di foglie. In alcuni casi il ciclo biologico può essere bienne. Possono essere anche considerate con la forma biologica geofite rizomatose (G rhiz), ossia sono in genere piante perenni erbacee che portano le gemme in posizione sotterranea; durante la stagione avversa non presentano organi aerei e le gemme si trovano in organi sotterranei come bulbi, tuberi e rizomi, fusti sotterranei dai quali, ogni anno, si dipartono radici e fusti aerei. Contengono lattice lattescente e accumulano inulina.

### Radici
Le radici sono fittonanti.

### Fusto
La parte aerea del fusto è eretta, semplice (non o poco ramificata), a sezione cilindrica e sparsamente pubescente (nella parte basale è biancastro-tomentoso). Non sono presenti stoloni.

### Foglie

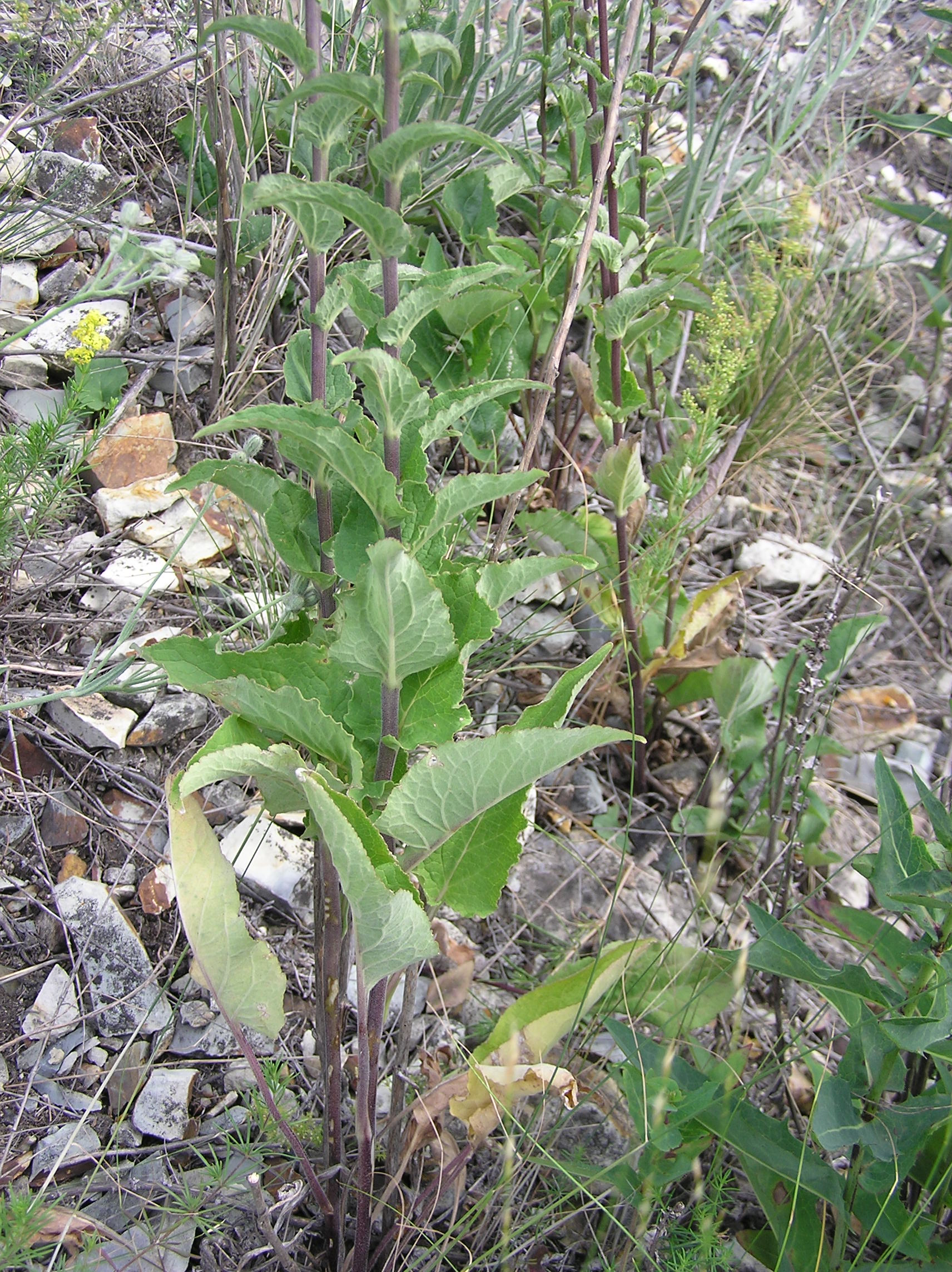
Le foglie

Sono presenti sia foglie basali (picciolate) che cauline (sessili). La forma è di quelle inferiori è triangolare (larghezza 4 cm; lunghezza 8 – 12 cm), alla base sono tronche o cuoriformi. I bordi sono grossolanamente dentati. Le foglie cauline superiori sono progressivamente più ridotte (sottili e dentellate) con forme lanceolate. La parte inferiore delle foglie è bianco-tomentosa.

### Infiorescenza/Fiore

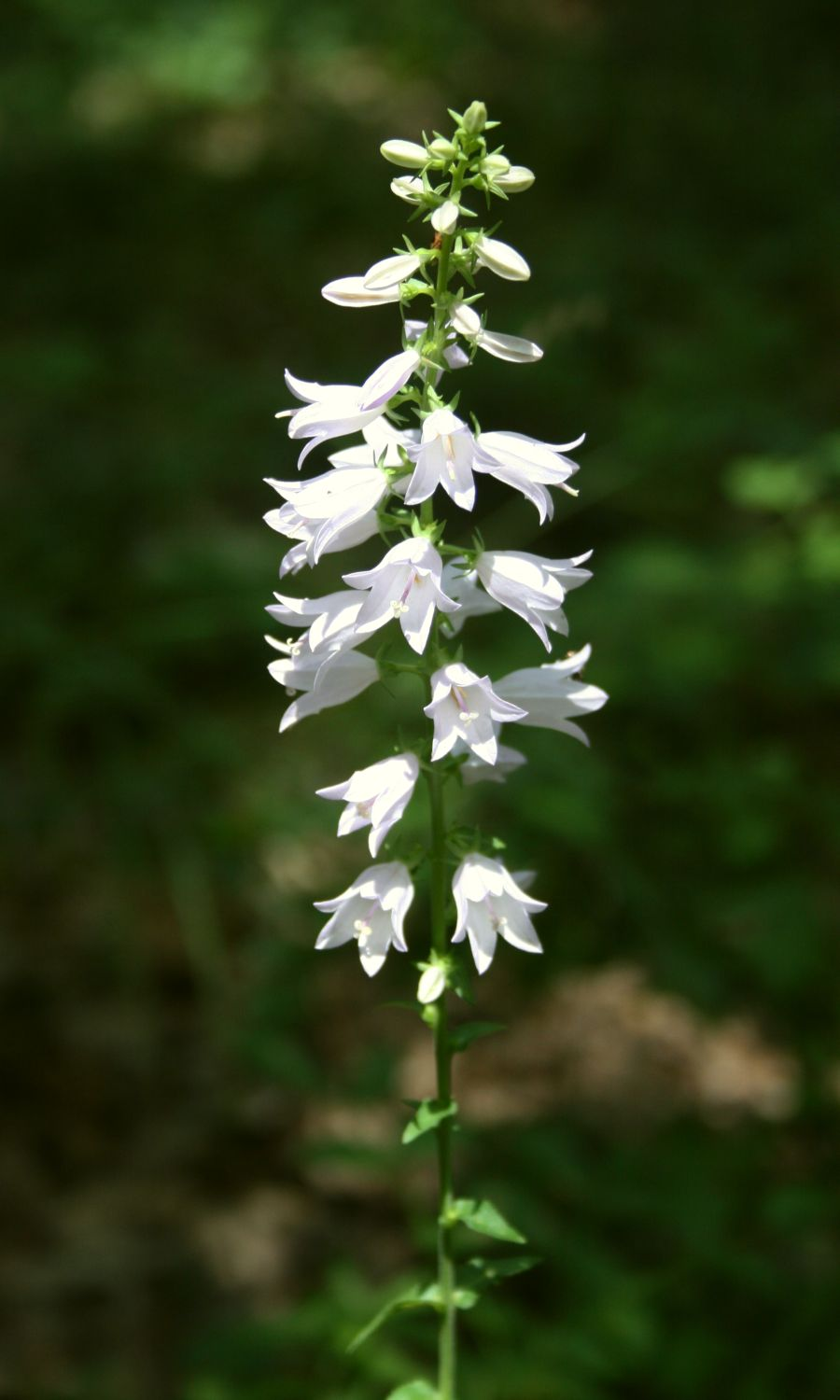
Infiorescenza

Le infiorescenze sono di tipo piramidale con molti fiori disposti in tutte le direzioni. I fiori si trovano all'ascella di brevi brattee. I peduncoli inferiori sono riuniti in gruppi di 2 - 3. I fiori sono tetra-ciclici, ossia sono presenti 4 verticilli: calice – corolla – androceo – gineceo (in questo caso il perianzio è ben distinto tra calice e corolla) e pentameri (ogni verticillo ha 5 elementi). I fiori sono gamopetali, ermafroditi e attinomorfi.
- Formula fiorale: per questa pianta viene indicata la seguente formula fiorale:

K (5), C (5), A (5), G (2-5), infero, capsula
- Calice: il calice è un tubo terminante in 5 denti (sepali) triangolari acuti più o meno concresciuti. Tra un dente e l'altro del calice non è inserita nessuna appendice riflessa. Il tubo è lungo circa 5 mm. Dimensione dei denti: larghezza 2 mm; lunghezza 10 mm.
- Corolla: la corolla campanulata è formata da 5 petali più o meno concresciuti in un tubo; i denti della corolla, appena carenati, sono acuti e patenti o appena riflessi verso l'esterno. Il colore è azzurro-violetto. I petali sono privi di ali marginali. Lunghezza della corolla: 10 – 25 mm.
- Androceo: gli stami sono 5 con antere, libere (ossia saldate solamente alla base) e filamenti sottili ma membranosi alla base. Il polline è 3-porato e spinuloso.
- Gineceo: lo stilo è unico con 3 stigmi. L'ovario è infero, 3-loculare con placentazione assile (centrale), formato da 3 carpelli (ovario sincarpico). Lo stilo possiede dei peli per raccogliere il polline. L'ovario è privo del disco nettarifero.
- Fioritura: da giugno a agosto (settembre-ottobre).

### Frutti
I frutti sono delle capsule poricide 3-loculare, ossia deiscenti mediante pori laterali aprentesi inferiormente ai denti calicini; i semi sono molto minuti. La capsula è pendula.

## Riproduzione
- Impollinazione: l'impollinazione avviene tramite insetti (impollinazione entomogama). In queste piante è presente un particolare meccanismo a "pistone": le antere formano un tubo nel quale viene rilasciato il polline raccolto successivamente dai peli dallo stilo che nel frattempo si accresce e porta il polline verso l'esterno.[9]
- Riproduzione: la fecondazione avviene fondamentalmente tramite l'impollinazione dei fiori (vedi sopra).
- Dispersione: i semi cadendo a terra (dopo essere stati trasportati per alcuni metri dal vento, essendo molto minuti e leggeri – disseminazione anemocora) sono successivamente dispersi soprattutto da insetti tipo formiche (disseminazione mirmecoria).

## Distribuzione e habitat

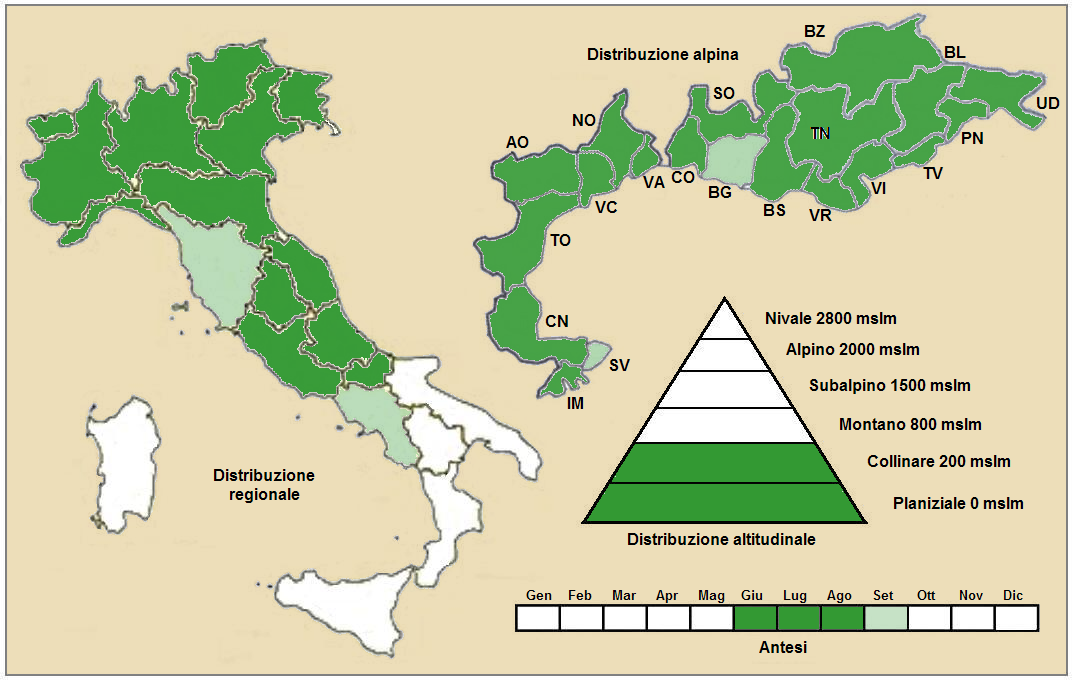
Distribuzione della pianta
(Distribuzione regionale – Distribuzione alpina)

- Geoelemento: il tipo corologico (area di origine) è Centro-Europeo / Sud-Siberiano o anche Eurasiatico.
- Distribuzione: in Italia questa specie è presente al Nord (comune) e al Centro (rara). Oltre confine, nelle Alpi, si trova in Francia (dipartimenti di Alpes-de-Haute-Provence, Hautes-Alpes, Alpes-Maritimes, Isère e Savoia), in Svizzera (cantoni Vallese e Ticino) e in Austria (Länder dell'Austria Inferiore). Sugli altri rilievi europei collegati alle Alpi si trova nei Monti Balcani e Carpazi.[11] Oltre all'Europa, questa specie è presente nella Transcaucasia e nell'Anatolia.
- Habitat: l'habitat tipico per queste piante sono le boscaglie e i boschi cedui; ma anche le schiarite forestali, i margini erbacei dei boschi e gli arbusteti meso-termofili. Il substrato preferito è calcareo ma anche calcareo/siliceo con pH basico, bassi valori nutrizionali del terreno che deve essere secco.[11]
- Distribuzione altitudinale: sui rilievi queste piante si possono trovare fino a 1400 m s.l.m.; frequentano quindi i seguenti piani vegetazionali: collinare e montano (oltre a quello planiziale – a livello del mare).

### Fitosociologia
Dal punto di vista fitosociologico Campanula bononiensis appartiene alla seguente comunità vegetale:
Formazione: delle comunità delle macro- e megaforbie terrestri
Classe: Trifolio-Geranietea sanguinei
Ordine: Origanetalia vulgaris
Alleanza: Geranion sanguinei

## Tassonomia
La famiglia di appartenenza della Campanula bononiensis (Campanulaceae) è relativamente numerosa con 89 generi per oltre 2000 specie (sul territorio italiano si contano una dozzina di generi per un totale di circa 100 specie); comprende erbacee ma anche arbusti, distribuiti in tutto il mondo, ma soprattutto nelle zone temperate. Il genere di questa voce appartiene alla sottofamiglia Campanuloideae (una delle cinque sottofamiglie nella quale è stata suddivisa la famiglia Campanulaceae) comprendente circa 50 generi (Campanula è uno di questi). Il genere Campanula a sua volta comprende 449 specie (circa 50 nella flora italiana) a distribuzione soprattutto circumboreale.

Il numero cromosomico di C. bononiensis è: 2n = 34.

### Variabilità
Sandro Pignatti nella Flora d'Italia descrive una specie simile (Campanula obliquifolia Ten.) con pelosità irsuta, foglie dall'aspetto falcato e calice dai denti più sviluppati, distribuita nell'Italia centrale. Questa varietà per il momento è considerata sinonimo della C. bononiensis.

### Ibridi
Con la specie Campanula rapunculoides la pianta di questa voce forma il seguente ibrido interspecifico:
- Campanula × spryginii Saksonov e Tzvelev, 1994

### Sinonimi
Questa entità ha avuto nel tempo diverse nomenclature. L'elenco seguente indica alcuni tra i sinonimi più frequenti:
- Campanula bononiensis var. cana Nyman
- Campanula bononiensis var. latifolia  Schur
- Campanula bononiensis var. lychnitis (Hornem.)  A.DC.
- Campanula bononiensis var. obliquifolia  (Ten.) A.DC.
- Campanula bononiensis subsp. obliquifolia  (Ten.) Arcang.
- Campanula bononiensis var. ruthenica  (M.Bieb.) A.DC.
- Campanula bononiensis var. simplex  (Lam. ex DC.) Steud.
- Campanula bononiensis var. tenuiflora  Nyman
- Campanula bononiensis f. tenuiflora  (Nyman) Soó
- Campanula obliquifolia Ten.
- Campanula racemosa var. arctiflora (L.) Vuk.
- Drymocodon bononiense (L.) Fourr.

### Specie simili
Tre specie di Campanula, con infiorescenze più o meno simili, possono essere confuse con quella di questa voce:
- Campanula rapunculoides L. - Campanula serpeggiante: si distingue per l'infiorescenza unilaterale, le foglie subglabre e la presenza di stoloni striscianti.
- Campanula trachelium L. - Campanula selvatica: i fiori sono più grandi, i denti del calice sono appressati alla corolla e la sezione del fusto è striata.
- Campanula latifolia L. - Campanula maggiore: i fiori sono ancora più grandi, i denti del calice sono appressati alla corolla e la sezione del fusto è striata; le foglie basali sono assenti alla fioritura.

## Altre notizie
La campanula bolognese in altre lingue è chiamata nei seguenti modi:
- (DE)  Bologneser Glockenblume
- (FR)  Campanule de Bologne